# 알마 (1988년)
알마(Alma, 1988년 9월 27일 ~ )는 프랑스의 싱어송라이터이다. 유로비전 송 콘테스트 2017에서 프랑스 대표로 참가했다.

## 음반 목록
- Ma peau aime (2017)